# ساولا واكا
ساولا واكا (بالإنجليزية: Saula Waqa)‏ (12 أكتوبر 1995 فيجي - ) هو لاعب كرة قدم فيجي، يلعب كمهاجم.

## روابط خارجية
- ساولا واكا على موقع الاتحاد الدولي (مؤرشف)  (الإنجليزية)
- ساولا واكا على موقع قاعدة بيانات كرة القدم.إي يو (الإنجليزية)
- ساولا واكا على موقع Soccerway.com (الإنجليزية)
- ساولا واكا على موقع أوليمبيديا (الإنجليزية)